# Henriette Agnete Kitty von Kaulbach
Henriette Agnete Kitty "Hedda" von Kaulbach (1900-1992) foi uma pintora alemã-holandesa.

## Biografia
Von Kaulbach nasceu a 6 de fevereiro de 1900 em Munique. Era filha da musicista Frida Scotta e do artista Friedrich August von Kaulbach e frequentou a Akademie der Bildenden Künste (München) (Academia de Belas Artes de Munique). Foi casada por um tempo com o escultor alemão Toni Stadler (1888-1982). Do final da década de 1920 a meados da década de 1940 morou em Amesterdão. O trabalho de Von Kaulbach foi incluído na exposição e venda de 1939 Onze Kunst van Heden (A Nossa Arte de Hoje) no Rijksmuseum em Amesterdão. Von Kaulbach faleceu em 1992.